# Montenau
Montenau is een plaats in de Duitstalige gemeente Amel in de Belgische provincie Luik. De plaats bevindt zich op het grondgebied van de deelgemeente Amel.

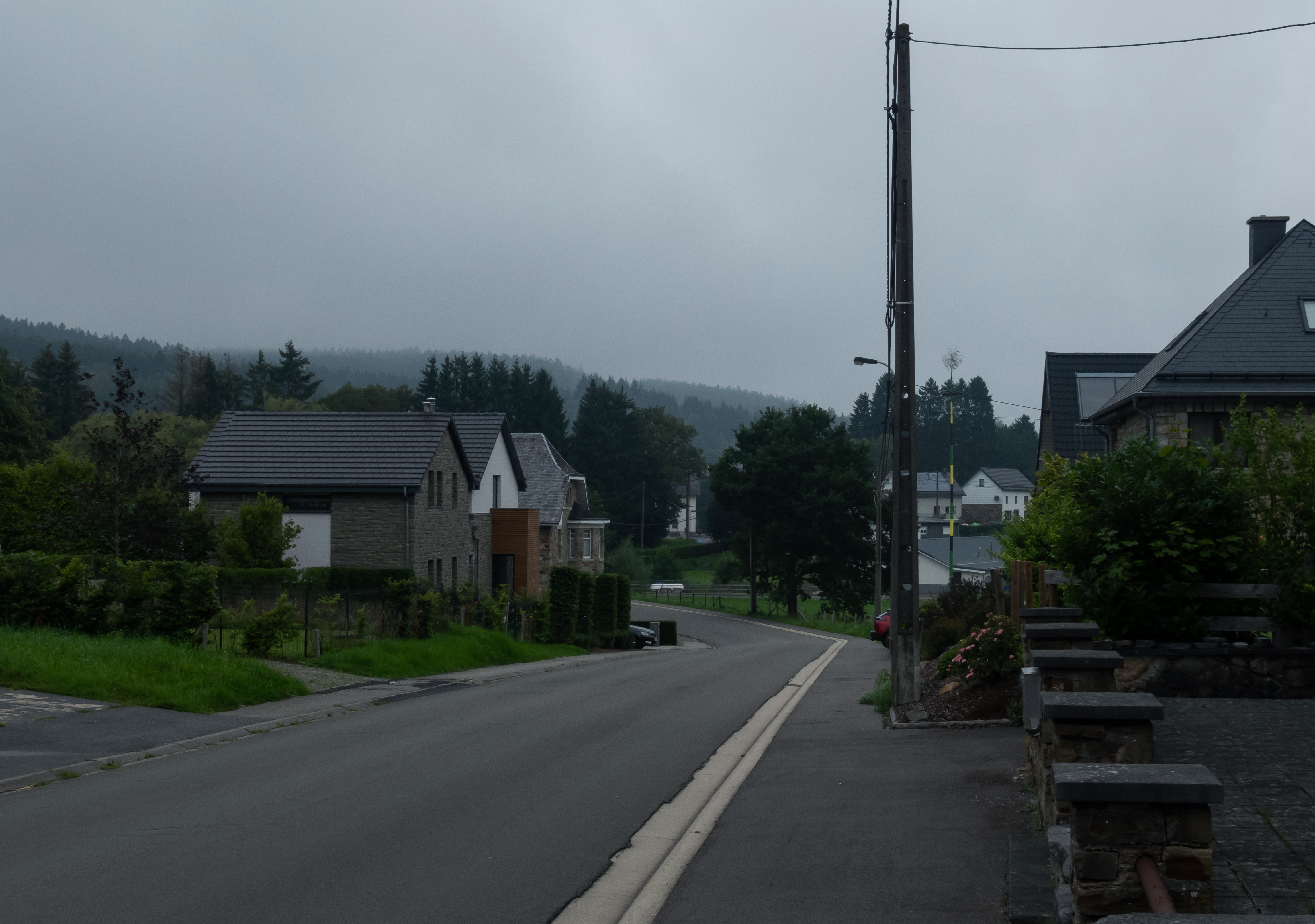
Montenau, straatzicht Am Bahnhof
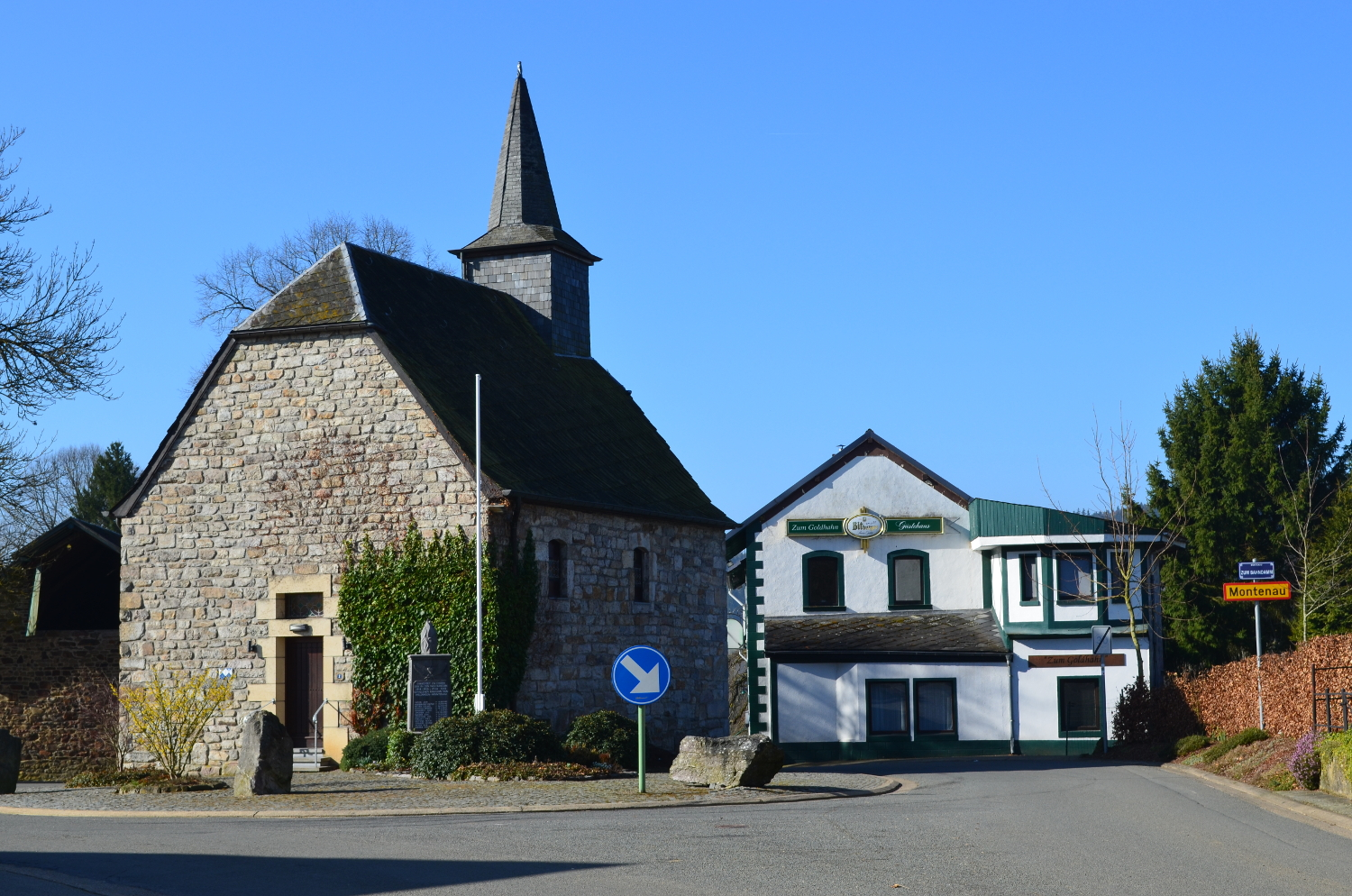
Sint-Barbarakapel
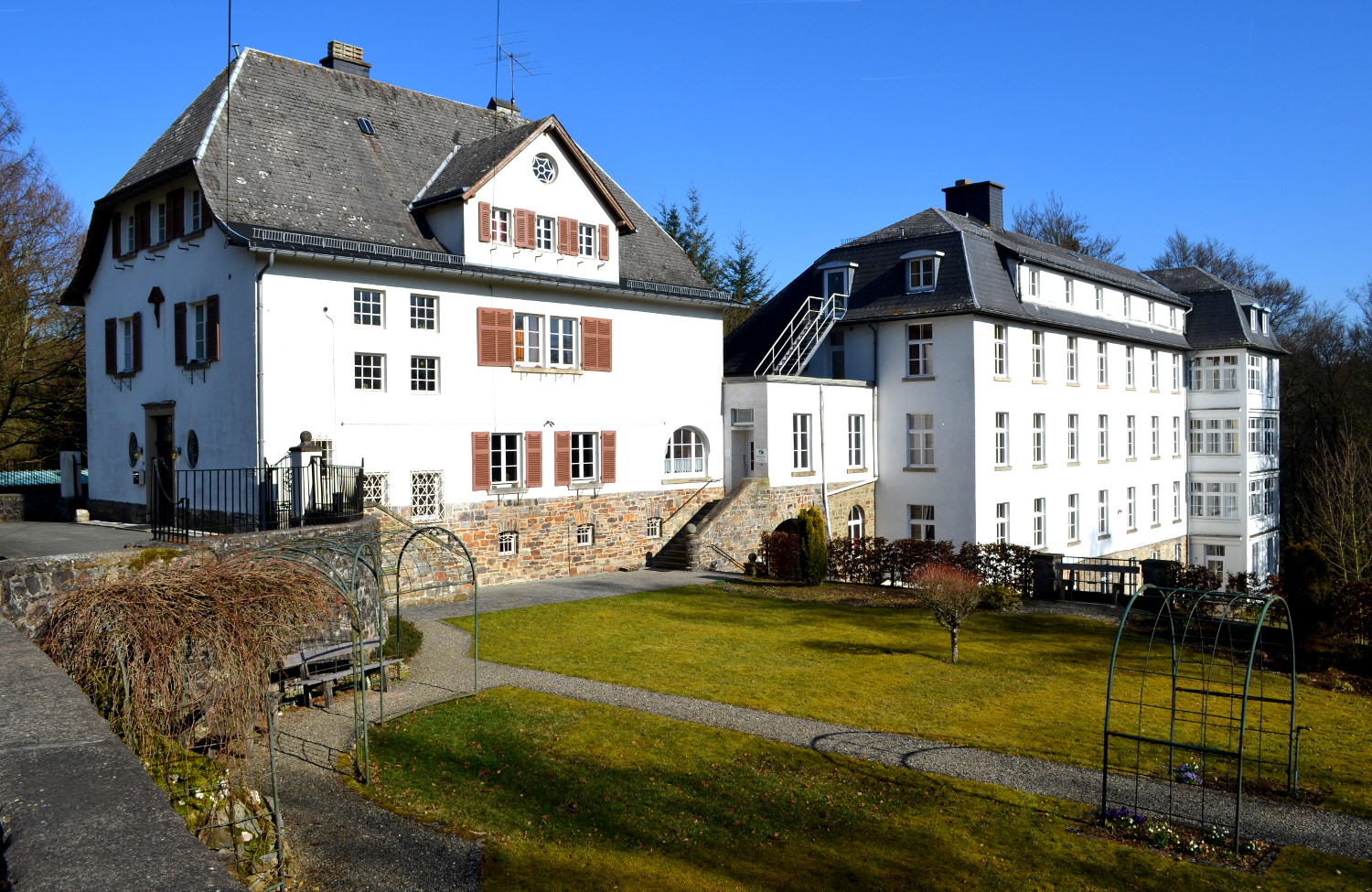
Klooster van Montenau
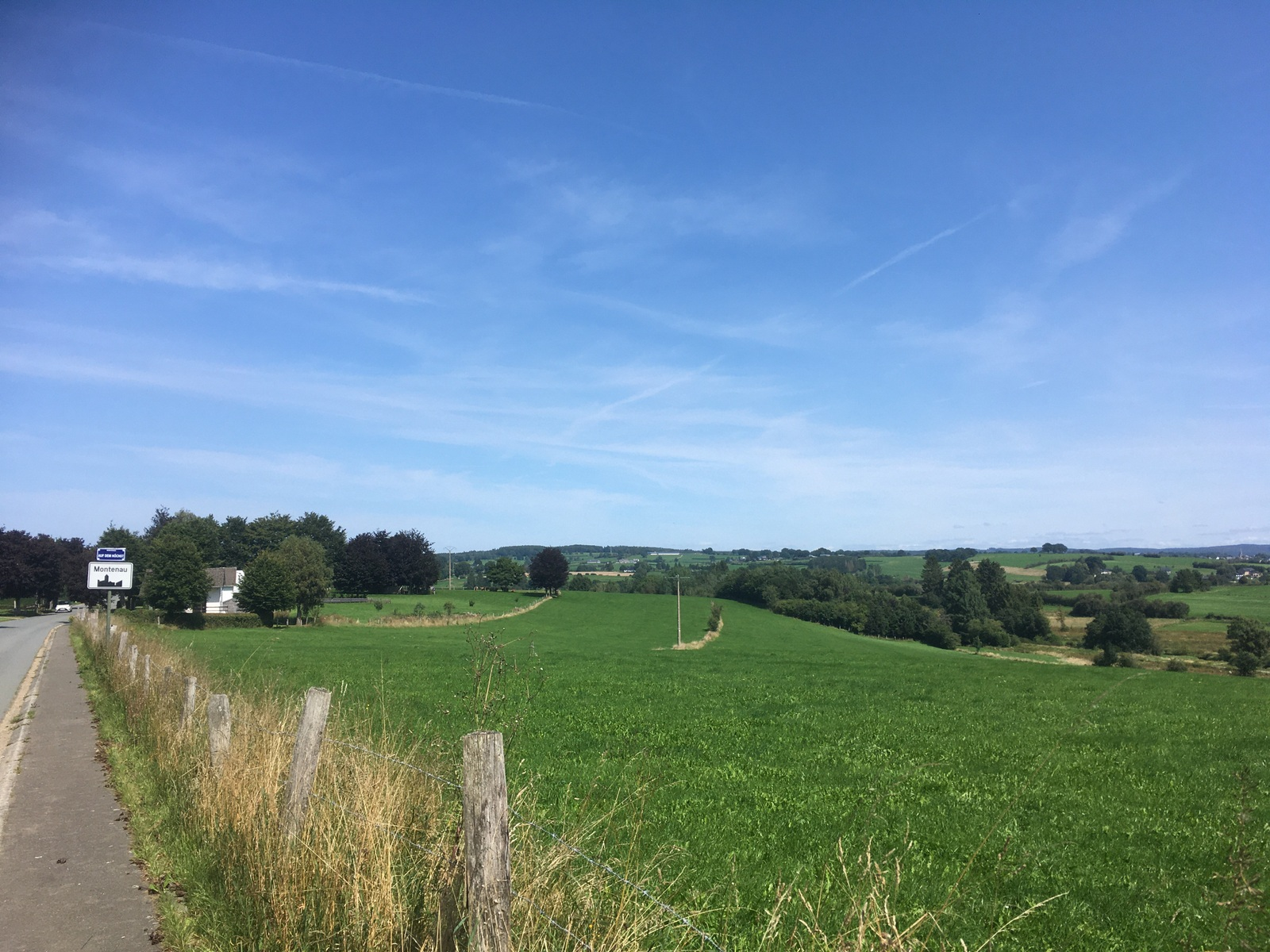
De Belgische Eifel bij Montenau

## Goudkoorts van Montenau
In 1876 deed de Duitser Julius Jung geologisch onderzoek in de streek rond Sankt Vith. Hij werkte aan een tracé voor een spoorlijn die Aken en Sankt Vith moest verbinden: de Vennbahn. Jung had als ploegbaas gewerkt in Amerikaanse goudmijnen en was geïntrigeerd door goudvondsten bij Amel. Er waren bewijzen van primitieve goudwinning in de Romeinse tijd en ook verschillende naar goud verwijzende toponiemen in de omgeving.
Jung wist dat in dit gebied 'een grote goudader' moest liggen. Hij mikte op Montenau en kreeg een concessie voor 2 miljoen vierkante meter. Jung ging zoeken en vond goud. Zijn zoon Friedrich pakte de zaak groots aan, naar Amerikaans voorbeeld, en gedurende enkele jaren won Jung met zijn maatschappij 5 gram goud per ton gesteente. Via de pers werden zijn activiteiten bekend en de goudzoekers kwamen naar Montenau, doch alleen Jung vond goud. Montenau paste zich aan aan de goudkoorts. Er kwamen cafés en zelfs bordelen.
In 1919 trok de Duitse regering de concessie in op grond van ecologische motieven. De uitgravingen mismaakten het natuurlijke landschap. Montenau vergat al snel de goudkoorts.

## Bezienswaardigheden
- Sint-Barbarakapel
- Sint-Barbarakerk
- Sint-Rafaëlklooster

## Nabijgelegen kernen
Born, Ligneuville, Iveldingen, Deidenberg